# Оливери, Ник
Ник Стивен Оливери — американский музыкант из Палм Дезерт, Калифорния. Басист, гитарист, вокалист. Широко известен как басист Kyuss, Queens of the Stone Age и Dwarves, числится в составе Vista Chino и является лидером панк/метал группы Mondo Generator.

## Биография
Оливери начал свою карьеру в 1987, играя с Джоном Гарсией, Джошем Оммом и Брэнтом Бьорком в группе Katzenjammer. В начале 1989, после того, как он покинул коллектив, его название поменялось на Sons of Kyuss, а позже оно было сокращено до Kyuss. Позже Оливери вернулся в группу, появившись на альбомах Wretch и Blues for the Red Sun. В 1992 он покинул группу вскоре после смерти своего отца, погибшего в автокатастрофе, и присоединился к Dwarves, где играл на басу под именем Rex Everything. Оливери известен и как соло-артист, и как гость в проектах своих друзей, таких как The Desert Sessions (Vol. 4 и Vol. 6), Winnebago Deal, The Uncontrollable, Mark Lanegan Band, Masters of Reality, Turbonegro, Moistboyz, Dickie Moist and the O.T.C. и The Knives. В любом случае, Оливери наиболее известен как басист Queens of the Stone Age с 1998 по 2004. Самым запомнившимся моментом в его карьере является его арест в Бразилии за выступление голым на фестивале Rock in Rio.

### В составе Queens of the Stone Age (1998—2004)
Вокал Оливери можно услышать на песнях «Auto Pilot», «Tension Head» и «Quick and to the Pointless» в альбоме Rated R, и «Another Love Song», «Gonna Leave You», «Six Shooter» и «You Think I Ain’t Worth A Dollar But I Feel Like A Millionaire» в Songs for the Deaf.

### 2004—2010
После увольнения из Queens of the Stone Age Ник выступал с Брэнтом Бьорком, Motörhead, Winnebago Deal, Masters of Reality, The Dwarves, Марком Ланеганом и Turbonegro. Также он записал акустический LP, названный Demolition Day, который впоследствии был выпущен как второй диск ограниченного издания альбома Mondo Generator Dead Planet: SonicSlowMotionTrails.
В сентябре 2006 Оливери заявил: «Я чувствую, что Queens это то, с чем я могу сотрудничать, и я нужен ему (Омму) для этого.»
В апреле 2007 планировалось выступление Mondo Generator на Ozzfest (известном также как «FreeFest» то есть бесплатный фестиваль), но после четырёх выступлений (а официально 26 июля) группа отказалась от тура. Оливери заявил: «Мы больше не можем продолжать тур бесплатно! Моя группа не бесплатная, она кое-что стоит мне.»
В начале 2008 Ник стал басистом вест-костовского ответвления Moistboyz, названного Dickie Moist OTC, а в июне — басистом Лос-Анджелесской банды The Knives. 7 августа Оливери появился на сцене с Turbonegro на Øyafestivalen; концерт был посвящён десятой годовщине их успешного альбома Apocalypse Dudes.
Оливери появился на первом соло-альбоме Сола Хадсона Slash, записывавшегося в 2009 году, а конкретней — исполнил песню «Chains and Shackles».
В 2010 Ник объявил, что играет в новой, пока что безымянной, группе с Euroboy и Happy-Tom из Turbonegro и Tommy Akerholdt из Serena-Maneesh.
В ноябре 2010 Оливери присоединился к Kyuss Lives!.

### 2011-настоящее время
Начали распространяться слухи о возвращении Оливери в Queens of the Stone Age, но в марте 2011 Ник рассказал: "Последний раз я видел их играющими с Брайаном О’Коннором из Eagles of Death Metal, в Л. А. Я был там и поинтересовался у них, «Почему бы мне не выйти и не исполнить „Millionaire“ или что-то такое, и спеть, не играя на басу?» (Джош) сказал типа «Нет, я не думаю, что это хорошая идея сейчас». (…) Я не знаю, случится ли это. А у него есть хорошая группа — он направляет её в ту сторону, в которую он хочет что бы она шла".
2 июля сосед Оливери услышал, что в доме музыканта раздаются крики, и счел нужным позвонить в полицию, которая, приехав, наткнулась на запертую дверь. После этого к дому прибыл спецназ, который после переговоров уговорил Оливери выпустить из жилища собственную подругу, которую тот удерживал силой после попытки разрыва. В конечном итоге после осады спецназовцы попросту выломали входную дверь и скрутили яростно сопротивлявшегося Оливери. В доме была найдена заряженная винтовка, а также значительное количество кокаина и метамфетамина. 12 июля 2011 года Оливери был арестован за бытовое насилие, незаконное хранение наркотических веществ (два пункта), незаконное хранение оружия и оказание сопротивления при аресте. В итоге, Ник должен был бы провести 15 лет в тюрьме. 3 августа музыкант и его адвокаты сошлись с прокурорами на том, что Оливери признает себя виновным по одному пункту обвинения в хранении кокаина. Ника условно лишили свободы и назначили общественные работы по решению суда. По окончании испытательного срока инцидент будет удалён из его записи.
По окончании тура Kyuss Lives!, (во время которого из-за проблем с законом Ник не мог выезжать за границу, и поэтому был заменён Скоттом Ридером на некоторых заграничных концертах) Оливери решил покинуть группу, и вернуться к работе с Mondo Generator. Однако, уже в декабре 2012 он вернулся в Kyuss Lives!.
В конце ноября 2012 Оливери записывал вокальную партию для одной из песен нового альбома Queens of the Stone Age.
24 июня 2013 года Ник Оливери попал в аварию.

## Дискография

### Kyuss
- Wretch (1991, Dali)

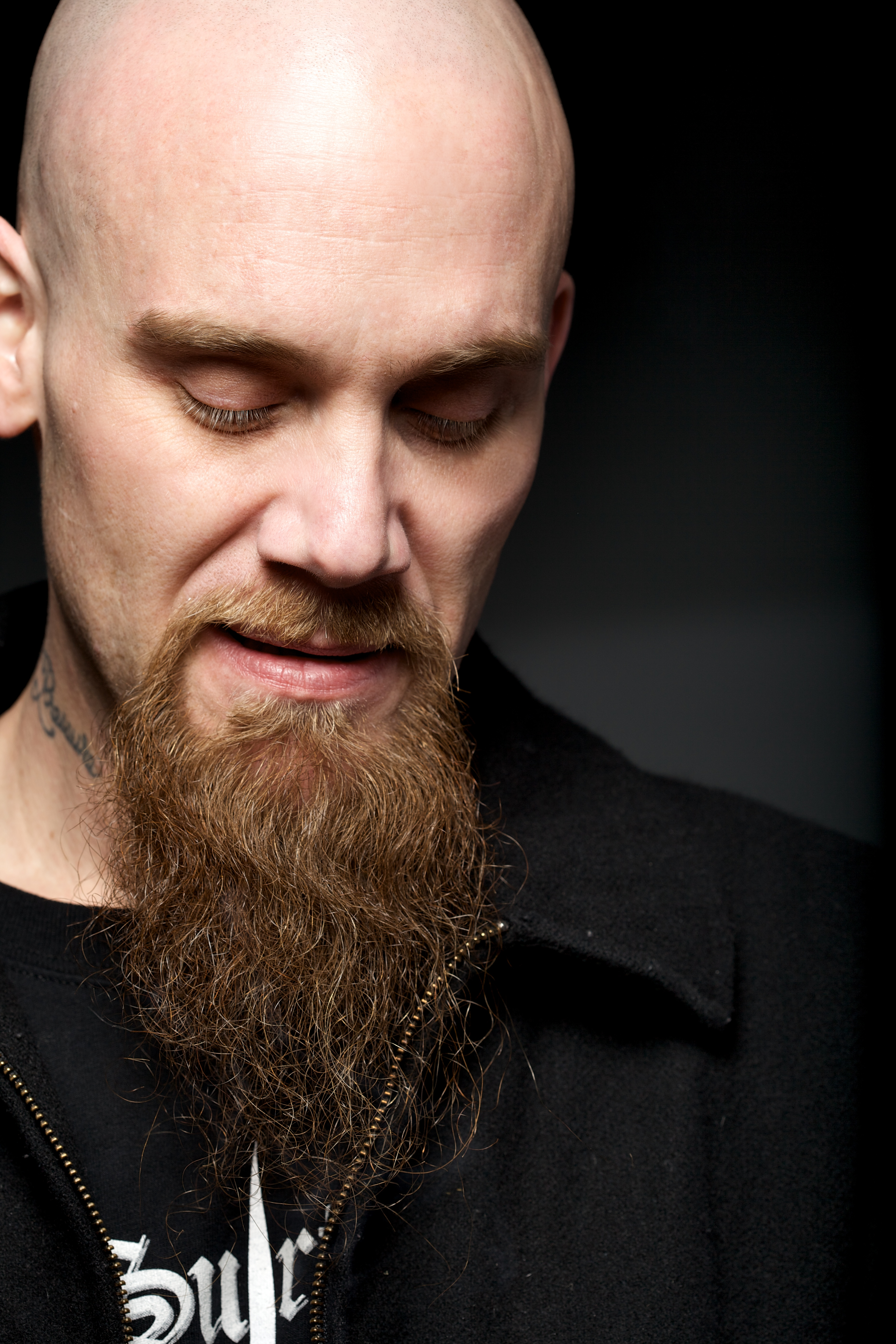
Оливери, 2009

- Blues for the Red Sun (1992, Dali)
- «Thong Song» (1992, Dali)
- «Green Machine» (1993, Dali)
- Muchas Gracias: The Best of Kyuss (2000, Elektra)

### Queens of the Stone Age
- Heavy Metal 2000 OST (2000, Restless Records) — «Infinity»
- Rated R (2000, Interscope) (re-released 2010, Interscope)
- «The Lost Art of Keeping a Secret / Ode to Clarissa» — 7" (2000, Interscope)
- «Feel Good Hit of the Summer» — EP (2000, Interscope)
- «Monsters in the Parasol» — CD (2000, Interscope)
- Alpha Motherfuckers: A Tribute to Turbonegro (2001, Bitzcore) — «Back to Dungaree High»
- Songs for the Deaf (2002, Interscope)
- «No One Knows / Tension Head» (live) — 7" (2002, Interscope)
- «Go with the Flow» — EP (2002, Interscope)
- «First It Giveth / Wake up Screaming» — 7" (2003, Interscope)
- Stone Age Complications (2004, Interscope)
- Over the Years and Through the Woods (2005, Interscope) (DVD)

### Mondo Generator
- Split 7" Single w/ Jack Saints (1997, Milk*Sop Records)
- Cocaine Rodeo (2000, Southern Lord) (2009, Impedance)
- A Drug Problem That Never Existed (2003, Ipecac)
- Use Once and Destroy Me (2004, Tornado) (DVD)
- III the EP (2004, Tornado/Cargo Records)
- «I Never Sleep» — 7" (2006, Mother Tongue)
- Dead Planet: SonicSlowMotionTrails (2006, Mother Tongue) / Dead Planet (2007, Sub Noize)
- Australian Tour EP 2008|Australian Tour EP (2008, Impedance)
- Dog Food EP (2010, Impedance)
- Hell Comes to Your Heart EP (2011, No Balls Records)
- Hell Comes to Your Heart (LP) (2012, Mondo Media)

### Dwarves
- «Gentlemen Prefer Blondes» (1994, Man's Ruin)
- The Dwarves Are Young and Good Looking (1997, Recess Records, later Epitaph)
- «Everybodies Girl» (1997, Recess Records)
- «We Must Have Blood» (1997, Man’s Ruin)
- «I Will Deny» (1998, Reptilian Records)
- The Dwarves Come Clean (2000, Epitaph)
- How to Win Friends and Influence People (2001, Reptilian Records)
- The Dwarves Must Die (2004, Sympathy for the Record Industry)
- «Salt Lake City» (2004, Sympathy for the Record Industry)
- The Dwarves Are Born Again (2011, MVD Audio)

### Nick Oliveri
- Demolition Day (2004, Tornado)
- Death Acoustic (2009, Impedance)
- Nick Oliveri Vs The Chuck Norris Experiment (2012, No Balls Records)

### Другое
- Blag Dahlia Band — Lord of the Road (1994, Sympathy for the Record Industry)
- Blag Dahlia — Haunt Me (1995, Man's Ruin)
- Blag Dahlia — Venus with Arms (1996, Atavistic)
- The Desert Sessions — Vols. 3&4 (1998, Man’s Ruin)
- Desert Sessions — Vols. 5&6 (1999, Man’s Ruin)
- River City Rapists — Feelin' Groovy (1999, Man’s Ruin)
- Masters of Reality — Deep in the Hole (2001, Brownhouse)
- The Dangerous Lives of Altar Boys OST (2002, Milan Records)
- Rollins Band — Rise Above: 24 Black Flag Songs to Benefit the West Memphis Three (2002, Sanctuary Records)
- Masters of Reality — Flak 'n' Flight (2003, Brownhouse)
- Mark Lanegan Band — Here Comes That Weird Chill (2003, Beggars Banquet)
- Mark Lanegan Band — Bubblegum (2004, Beggar’s Banquet)
- Eagles of Death Metal — Peace, Love, Death Metal (2004, AntAcidAudio)
- Melissa Auf der Maur — Auf Der Maur (2004 Capitol)
- Turbonegro — Party Animals (2005, Bitzcore)
- Winnebago Deal — Flight of the Raven (2006, Fierce Panda Records)
- Winnebago Deal — «Spider Bite» (2006, Fierce Panda)
- Don’t Open Your Eyes — «Don’t Open Your Eyes» (2009, Flying with the Unicorn)
- Slash — Slash (2010, Sony Music)
- Drink, Fight, Fuck Vol. 4: 22 GG Allin Songs — «Outlaw Scumfuc» (2010, Zodiac Killer Records)
- HeWhoCannotBeNamed — Sunday School Massacre (2010, No Balls Records)[6]
- Rescue Rangers — Manitoba (2012, Trendkill Recordings)